# Dircenna
Genre
Dircenna est un genre de lépidoptères (papillons) de la famille des Nymphalidae, de la sous-famille des Danainae et de la tribu des Ithomiini.

## Historique et  dénomination
Le genre Dircenna a été nommé par Henry Doubleday en 1847.

## Liste des espèces
- Dircenna adina (Hewitson, 1855)
- Dircenna dero (Hübner, 1823)
- Dircenna jemina (Geyer, [1837])
- Dircenna klugii (Geyer, 1837)
- Dircenna loreta Haensch, 1903
- Dircenna olyras (C. & R. Felder, [1865])[1].